# Saga natoliae
Saga natoliae är en insektsart som beskrevs av Jean Guillaume Audinet Serville 1838. Saga natoliae ingår i släktet Saga och familjen vårtbitare. Inga underarter finns listade i Catalogue of Life.

## Bildgalleri

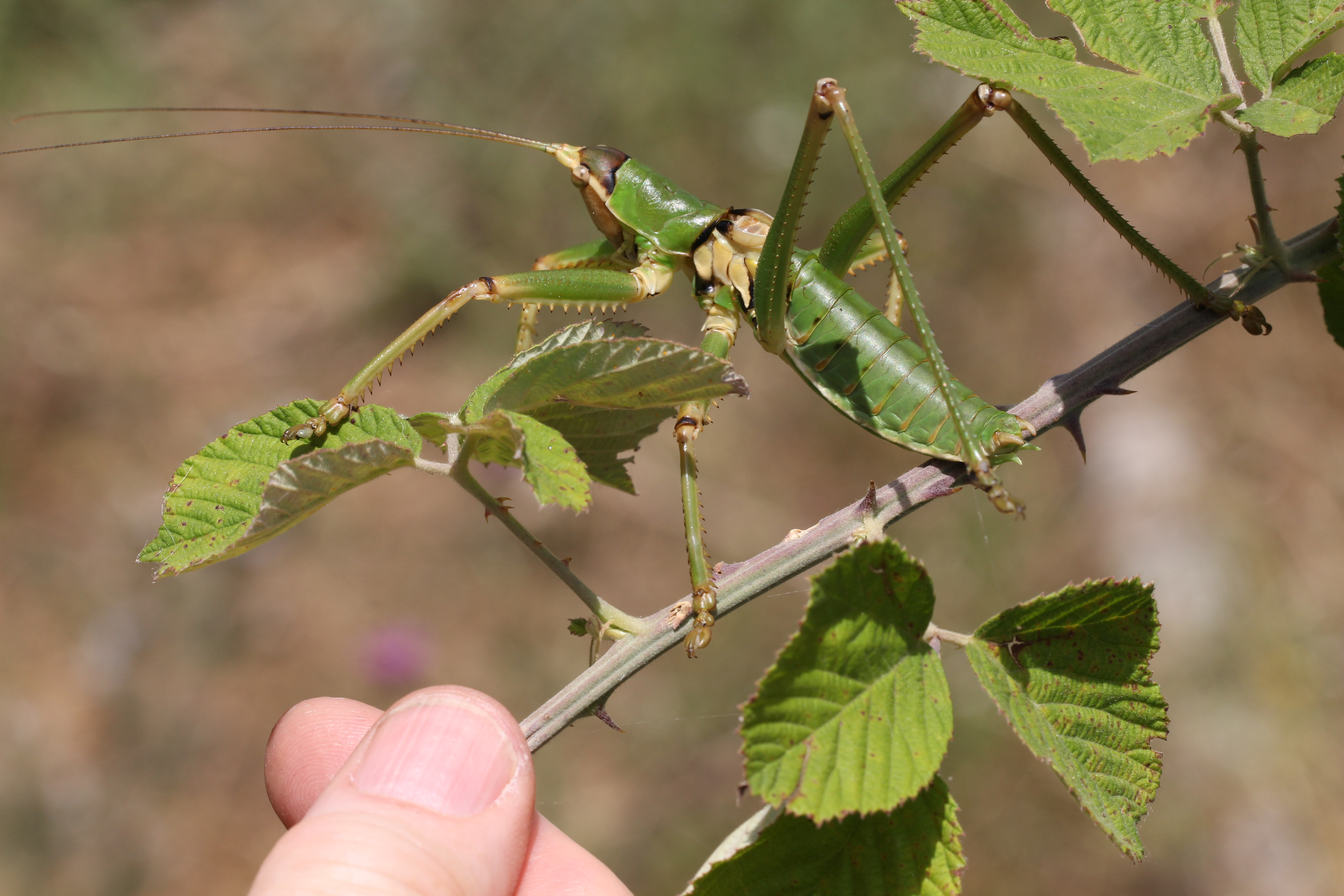
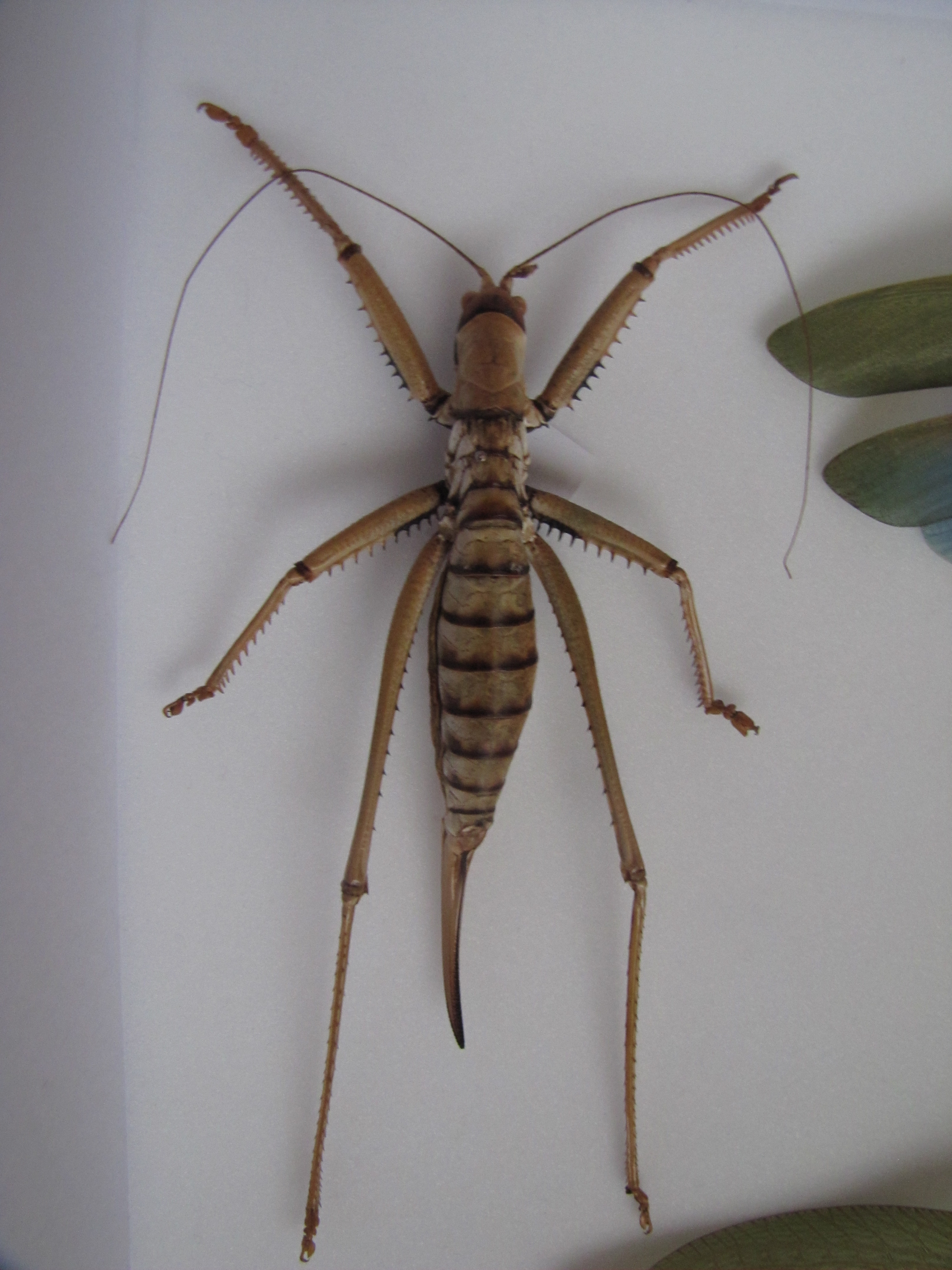
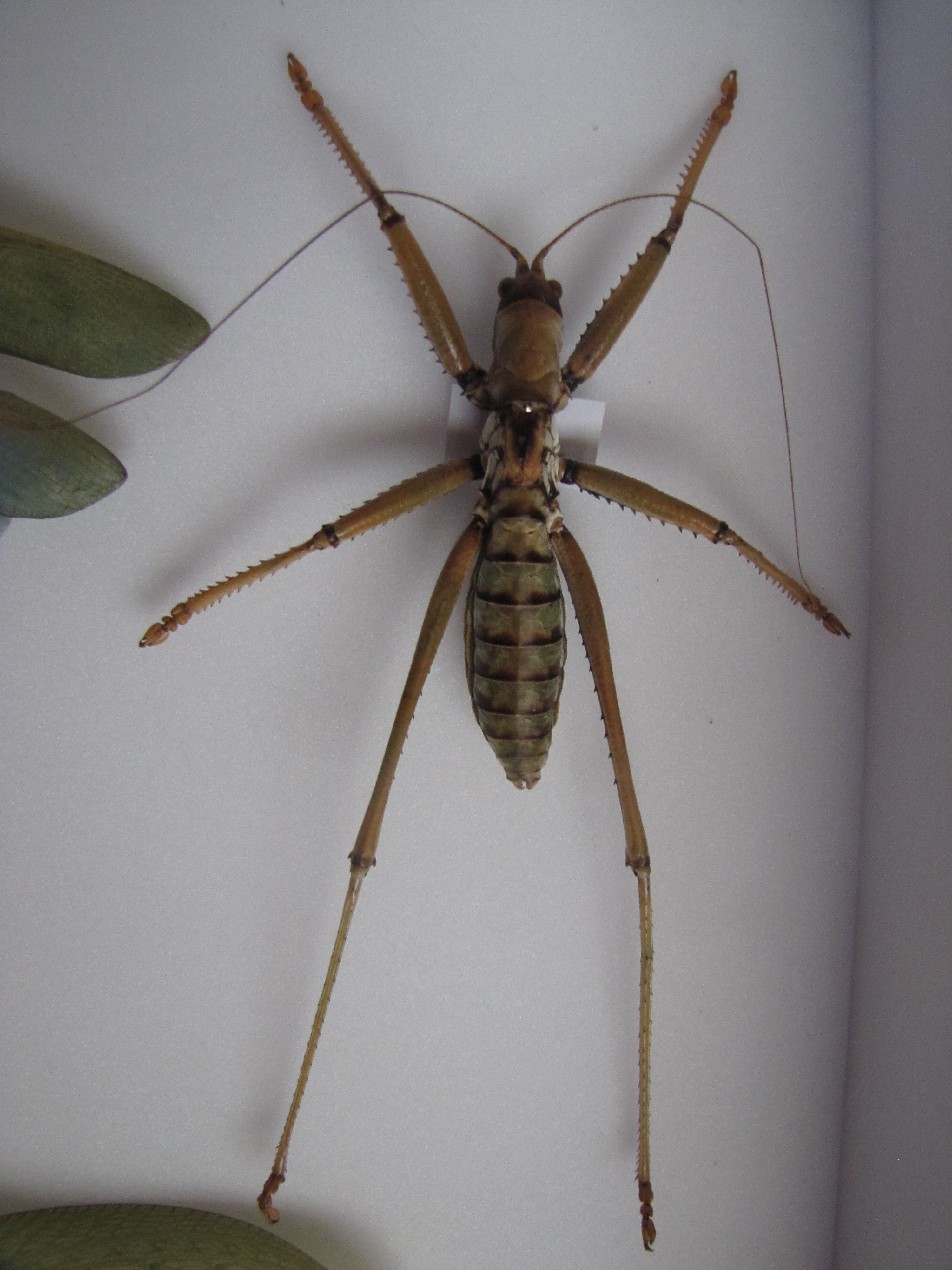
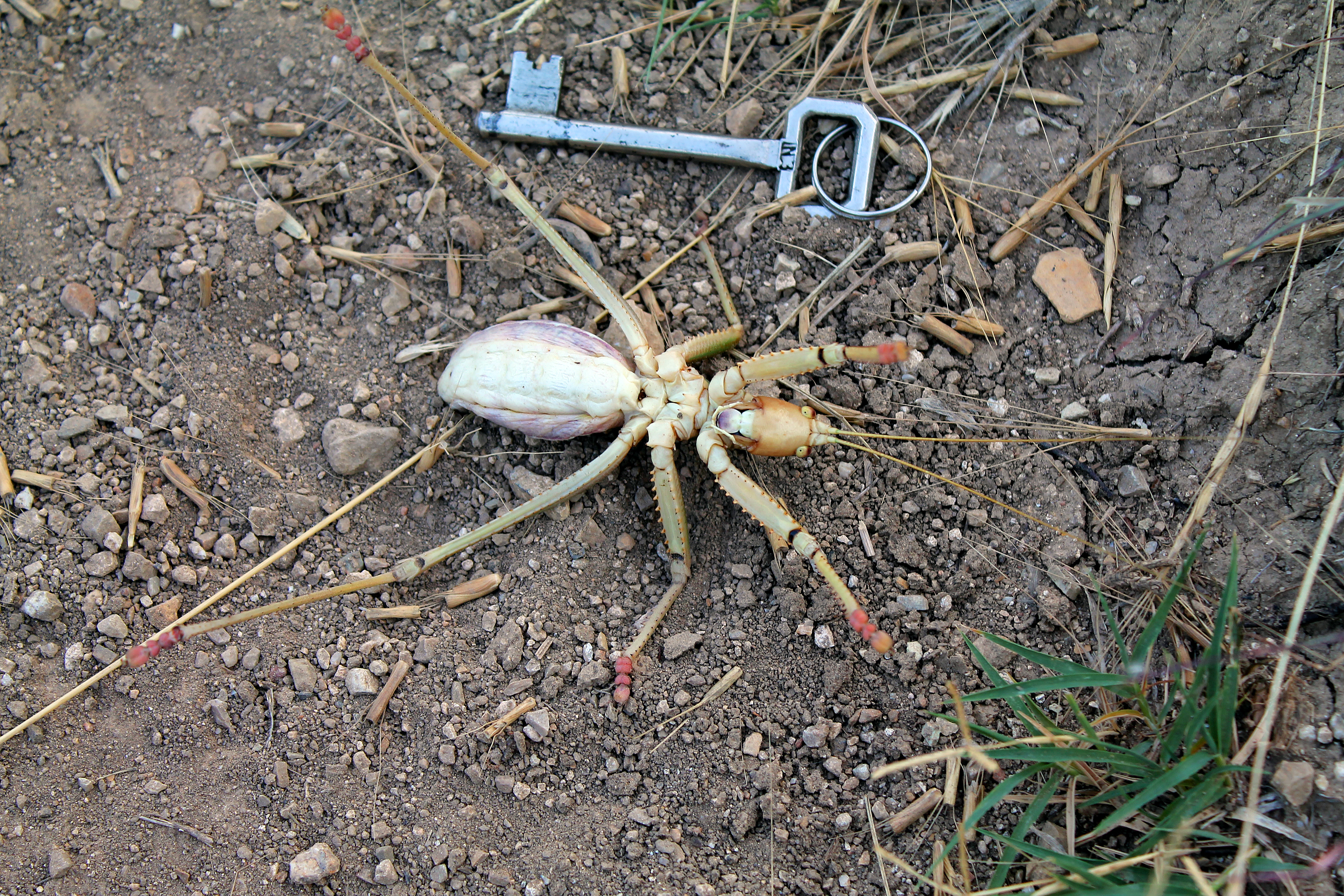
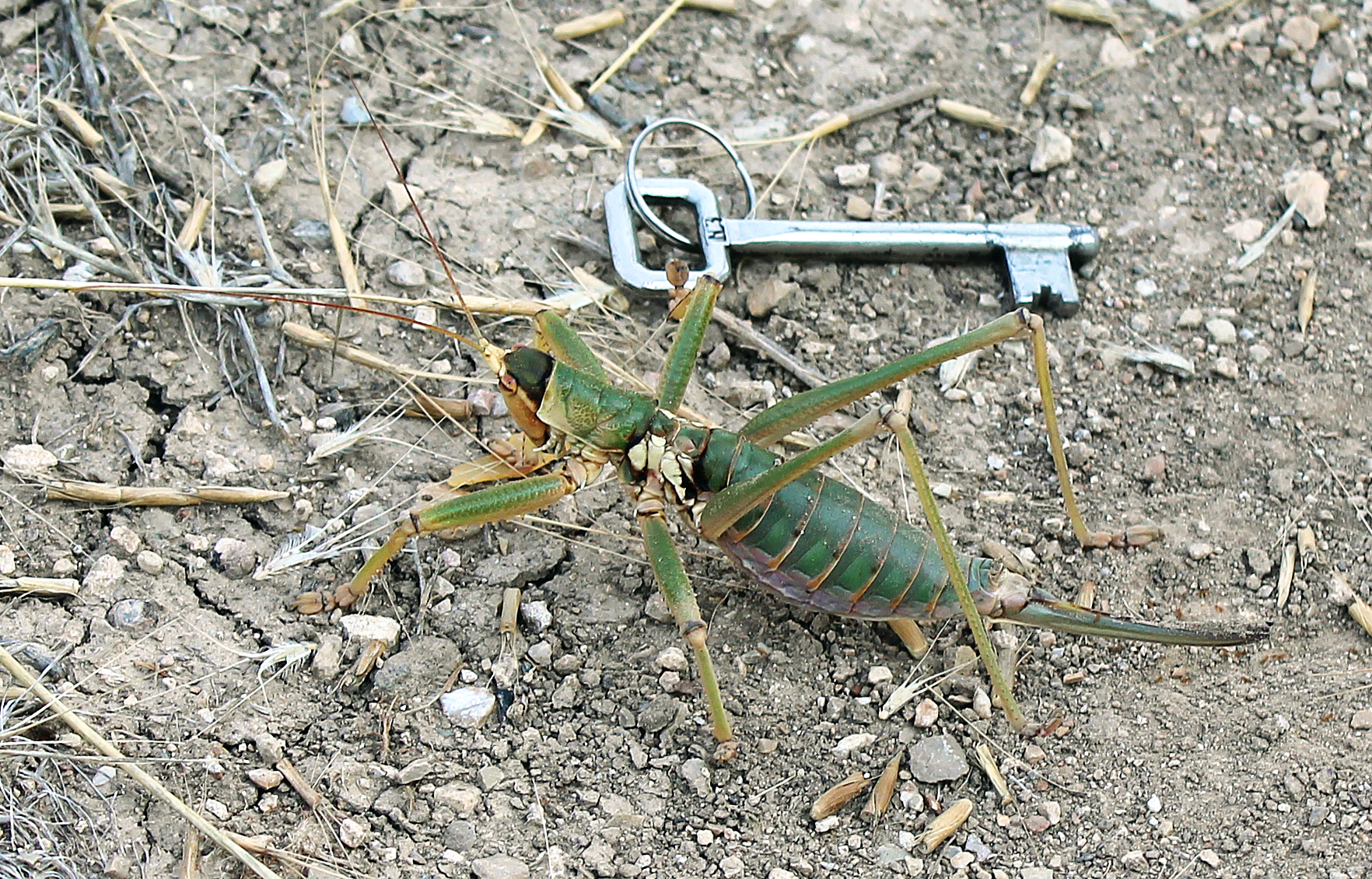
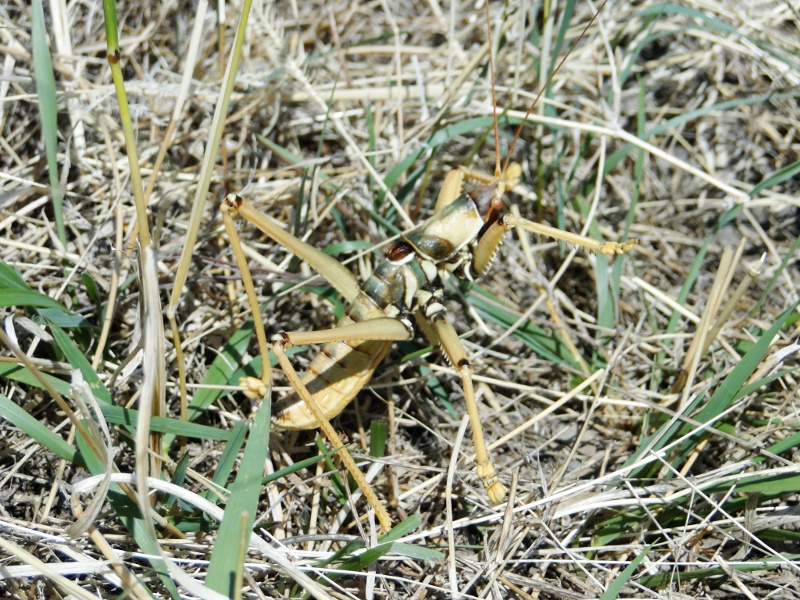